# Chinurenato-7,8-diidrodiolo deidrogenasi
La chinurenato-7,8-diidrodiolo deidrogenasi è un enzima appartenente alla classe delle ossidoreduttasi, che catalizza la seguente reazione:
7,8-diidro-7,8-diidrossichinurenato + NAD+ ⇄ 7,8-diidrossichinurenato + NADH + H+